# Villeneuve-sur-Fère
Villeneuve-sur-Fère és un municipi francès situat al departament de l'Aisne i a la regió dels Alts de França. L'any 2007 tenia 283 habitants.

## Demografia

### Població
El 2007 la població de fet de Villeneuve-sur-Fère era de 283 persones. Hi havia 112 famílies de les quals 32 eren unipersonals (16 homes vivint sols i 16 dones vivint soles), 32 parelles sense fills, 44 parelles amb fills i 4 famílies monoparentals amb fills.
La població ha evolucionat segons el següent gràfic:
Habitants censats

### Habitatges
El 2007 hi havia 137 habitatges, 114 eren l'habitatge principal de la família, 17 eren segones residències i 6 estaven desocupats. 128 eren cases i 5 eren apartaments. Dels 114 habitatges principals, 96 estaven ocupats pels seus propietaris, 12 estaven llogats i ocupats pels llogaters i 6 estaven cedits a títol gratuït; 10 tenien dues cambres, 15 en tenien tres, 34 en tenien quatre i 55 en tenien cinc o més. 56 habitatges disposaven pel capbaix d'una plaça de pàrquing. A 54 habitatges hi havia un automòbil i a 41 n'hi havia dos o més.

### Piràmide de població
La piràmide de població per edats i sexe el 2009 era:
| Homes | Edats   | Dones |
| ----- | ------- | ----- |
| 0     | 95 o +  | 0     |
| 0     | 90 a 94 | 0     |
| 0     | 85 a 89 | 8     |
| 0     | 80 a 84 | 0     |
| 8     | 75 a 79 | 8     |
| 8     | 70 a 74 | 12    |
| 12    | 65 a 69 | 12    |
| 4     | 60 a 64 | 4     |
| 4     | 55 a 59 | 8     |
| 12    | 50 a 54 | 12    |
| 12    | 45 a 49 | 16    |
| 8     | 40 a 44 | 4     |
| 4     | 35 a 39 | 8     |
| 8     | 30 a 34 | 8     |
| 12    | 25 a 29 | 4     |
| 17    | 20 a 24 | 0     |
| 12    | 15 a 19 | 8     |
| 0     | 10 a 14 | 4     |
| 4     | 5 a 9   | 4     |
| 4     | 0 a 4   | 0     |

## Economia
El 2007 la població en edat de treballar era de 181 persones, 138 eren actives i 43 eren inactives. De les 138 persones actives 128 estaven ocupades (70 homes i 58 dones) i 10 estaven aturades (4 homes i 6 dones). De les 43 persones inactives 13 estaven jubilades, 11 estaven estudiant i 19 estaven classificades com a «altres inactius».

### Ingressos
El 2009 a Villeneuve-sur-Fère hi havia 109 unitats fiscals que integraven 261 persones, la mediana anual d'ingressos fiscals per persona era de 15.625 €.

### Activitats econòmiques
Dels 5 establiments que hi havia el 2007, 1 era d'una empresa extractiva, 1 d'una empresa de construcció, 1 d'una empresa d'hostatgeria i restauració, 1 d'una entitat de l'administració pública i 1 d'una empresa classificada com a «altres activitats de serveis».
Dels 2 establiments de servei als particulars que hi havia el 2009, 1 era un electricista i 1 restaurant.
L'any 2000 a Villeneuve-sur-Fère hi havia 10 explotacions agrícoles que ocupaven un total de 270 hectàrees.

## Poblacions més properes
El següent diagrama mostra les poblacions més properes.

## Personalitats relacionades
Hi nasqué l'escriptor Paul Claudel (1868 - 1955) i hi visqué sa germana l'escultora Camille Claudel (1864-1943). A la casa natal hi ha un museu dedicat a tots dos.